# Apti Alaudinow
Apti Aronowicz Alaudinow (ros. Апти Аронович Алаудиинов; ur. 5 października 1973 w Gornym, Kraj Stawropolski) – czeczeński dowódca wojskowy. Zastępca szefa Głównego Zarządu Wojskowo-Politycznego Sił Zbrojnych Federacji Rosyjskiej od kwietnia 2024. Dowódca specjalnego oddziału szybkiego reagowania „Achmat” od 2022.
Szef Departamentu Zwalczania Przestępczości Zorganizowanej Ministerstwa Spraw Wewnętrznych Republiki Czeczeńskiej (2005–2006). Szef Departamentu Ministerstwa Sprawiedliwości Federacji Rosyjskiej w Republice Czeczeńskiej (2009). Zastępca ministra spraw wewnętrznych Republiki Czeczeńskiej – szef policji (2011–2021). Generał major policji (2012). Generał major (2022). Bohater Federacji Rosyjskiej (2022). Bohater Ługańskiej Republiki Ludowej (2022). Bohater Republiki Czeczeńskiej (2023). Kandydat nauk politycznych (2013).
Dekretem prezydenckim z 9 grudnia 2024 roku otrzymał stopień generała porucznika.

## Życiorys

### Wczesne lata
Urodził się 5 października 1973 roku we wsi Gorny w rejonie priedgornym Kraju Stawropolskiego, w rodzinie oficera Armii Radzieckiej.
Ukończył szkołę średnią w gospodarstwie owocowo-warzywnym Nowyj Majak w rejonie nowoselickim, po czym podjął naukę w filii Stawropolskiej Moskiewskiej Państwowej Akademii Prawa.
Podczas I wojny czeczeńskiej poległ jego ojciec i starszy brat. Miesiąc po szturmie wojsk federalnych na Grozny, w walkach zginęli wujek i kuzyn Aptiego. W sumie podczas walk wewnętrznych w Czeczenii rodzina Alaudinowów straciła około dwudziestu członków.
W latach 1995–1996 Apti Alaudinow pełnił służbę w oddziale komendantury wojskowej garnizonu w Groznym (wojskowe biuro rejestracji i poboru w Chankali).
W 2001 roku ukończył studia prawnicze na Czeczeńskim Uniwersytecie Państwowym.

### Działalność
Do 2001 roku był prokuratorem. Ze względu na działania wojenne w regionie został przeniesiony do pracy w organach spraw wewnętrznych na stanowisko inspektora wydziału rekrutacyjnego w departamencie kadr Ministerstwa Spraw Wewnętrznych. Podczas II wojny czeczeńskiej Alaudinow wspierał siły federalne i sprzeciwiał się amnestii dla czeczeńskich powstańców.
W latach 2002–2004 piastował różne stanowiska w Dyrekcji Bezpieczeństwa Wewnętrznego Ministerstwa Spraw Wewnętrznych Republiki Czeczeńskiej. W lipcu 2004 roku został mianowany zastępcą szefa wydziału prac operacyjno-śledczych Dyrekcji Bezpieczeństwa Wewnętrznego Ministerstwa Spraw Wewnętrznych Republiki Czeczeńskiej.
Od listopada 2005 roku pełni funkcję naczelnika Departamentu Zwalczania Przestępczości Zorganizowanej Ministerstwa Spraw Wewnętrznych Republiki Czeczeńskiej, gdzie pracował nad utworzeniem tej jednostki.
W 2006 roku Ramzan Kadyrow mianował Alaudinowa szefem Specjalnej Komisji ds. Monitorowania Przestrzegania Norm i Zasad Pobytu w Tymczasowych Ośrodkach Zakwaterowania dla Osób Przesiedlonych.
W marcu 2009 roku został mianowany szefem Departamentu Ministerstwa Sprawiedliwości Federacji Rosyjskiej w Republice Czeczeńskiej. W kwietniu 2009 roku został mianowany zastępcą szefa policji kryminalnej Ministerstwa Spraw Wewnętrznych Republiki Czeczeńskiej.
Dekretem Prezydenta Federacji Rosyjskiej z dnia 13 czerwca 2011 roku został mianowany na stanowisko zastępcy ministra spraw wewnętrznych Republiki Czeczeńskiej – szefa policji.
W czerwcu 2012 roku Alaudinowowi przyznano specjalny stopień generała majora policji. W ten sposób Alaudinow został najmłodszym generałem w rosyjskim Ministerstwie Spraw Wewnętrznych. W listopadzie 2022 roku pojawiła się informacja, że Apti Alaudinow otrzymał stopień wojskowy generała majora.
W 2013 roku na Moskiewskim Uniwersytecie Państwowym im. Łomonosowa, pod opieką naukową doktora filozofii, profesora W. I. Kowalenko, obronił rozprawę na stopień naukowy kandydata nauk politycznych na temat Tożsamość regionalna jako podstawa kształtowania narodowej tożsamości politycznej.
W 2019 roku zatrzymano mera Argunu Ibrahima Temirbajewa. Zdaniem „Nowej Gaziety Jewropa” powodem aresztowania była krytyka Kadyrowa; po aresztowaniu, według relacji dziennikarzy, Kadyrow zwolnił mera, oskarżając go o korupcję i umieścił w tajnym więzieniu, z którego został zwolniony na początku 2021 roku; w kwietniu 2021 Temirbajew zginął w wyreżyserowanym wypadku drogowym. Według dziennikarzy, w 2019 roku Alaudinow znalazł się wśród osób oskarżonych o spisek przeciwko Kadyrowowi, po tym jak będąc pijanym, żartował z przywódcy Czeczenii z innymi gośćmi na przyjęciu i „komicznie uderzył w głowę portretu Ramzana Kadyrowa”. Został zwolniony z pracy, zawieszony w obowiązkach służbowych, jego brat również stracił pracę, a rodzina Alaudinowów straciła swój biznes i cenny majątek. W marcu 2021 roku prezydent Władimir Putin podpisał Dekret nr 149, na mocy którego Apti Alaudinow został odwołany ze stanowiska. Po zwolnieniu przeniósł się do Moskwy, gdzie do marca 2022 roku mieszkał „jako szanowany emeryt”.
Od 2022 roku pełni funkcję Sekretarza Rady Bezpieczeństwa Gospodarczego i Publicznego Republiki Czeczeńskiej. W kwietniu 2024 roku został mianowany zastępcą szefa Głównego Zarządu Wojskowo-Politycznego Sił Zbrojnych Federacji Rosyjskiej.

## Sankcje
W 2014 roku Alaudinow został wpisany na listę Magnitskiego za łamanie praw człowieka, w szczególności za udział w pobiciu i torturowaniu pierwszego czeczeńskiego więźnia politycznego, Rusłana Kutajewa. W 2018 roku Łotwa zakazała mu wjazdu na swój teren. W 2020 roku Wielka Brytania nałożyła sankcje na Alaudinowa, uznając go „odpowiedzialnym za tortury i inne naruszenia praw człowieka wobec osób LGBT w Czeczenii”.
W 2022 roku został wpisany na listę sankcyjną Polski za „bezpośrednie wspieranie agresji Federacji Rosyjskiej na Ukrainę”. 7 listopada 2023 roku został wpisany na listę sankcyjną Ukrainy.

## Kontrowersje
Według wydziału śledczego „Nowej Gaziety Jewropa” Alaudinow w 2006 roku dołączył do zespołu Kadyrowa, gdzie w pierwszych latach współpracy z nim zaangażował się w organizację serii zabójstw na zlecenie politycznych rywali Kadyrowa.
Według reportażu „Kawkaz. Riealii”, Alaudinow „ma ugruntowaną reputację człowieka całkowicie pozbawionego własnego zdania, nieustannie starającego się przewidywać pragnienia Ramzana Kadyrowa”. Media i obrońcy praw człowieka oskarżyli Alaudinowa o osobiste torturowanie i zastraszanie osób, które nie zgadzają się z reżimem Kadyrowa; Alaudinow brał także udział w publicznym upokarzaniu krytyków reżimu Kadyrowa w lokalnej telewizji. Według dziennikarzy Alaudinow brał udział w zabójstwie 27 osób aresztowanych podczas ataku na posterunek pułku policji patrolowej w Groznym w styczniu 2017 roku.
Na początku walk w obwodzie kurskim, według relacji korespondentów wojennych, żołnierze oddziału „Achmat” broniący granicy państwowej Rosji uciekły ze swoich pozycji, zajmując drugą linię w strefie granicznej za poborowymi i zmobilizowanymi żołnierzami; później Alaudinow stwierdził, że oddziały czeczeńskie nie były w stanie odeprzeć ukraińskiej ofensywy, ponieważ „nie trafiły” na ukraińskie wojsko. Na tle walk w obwodzie kurskim Alaudinow promował prorządowy punkt widzenia i rozpowszechniał fałszywe informacje, zaprzeczając na przykład stratom ludzkim, pojmaniu swoich podwładnych i postępom wojsk ukraińskich, w szczególności zajęciu Sudży. Po krytyce ze strony korespondentów wojennych Alaudinow stwierdził, że „takich przegranych” należy co najmniej wsadzić do więzienia, a w ostateczności rozstrzelać. 19 sierpnia 2024 roku Alaudinow wygłosił przemówienie, w którym skrytykował rodziców poborowych: „Po co ten kraj potrzebuje was i waszych dzieci?”, stwierdzając, że „jeśli umrzecie, zostaniecie zbawieni”. Oddział „Achmat” otrzymał ironiczną nazwę „TikTokowej armii”, ponieważ jego bojownicy nie brali udziału w działaniach wojennych, lecz kręcili filmy na okupowanych już terytoriach, na których symulowali zaciętą konfrontację z ukraińskim wojskiem.

## Odznaczenia
- Bohater Federacji Rosyjskiej[4][47]
- Bohater Ługańskiej Republiki Ludowej (2022)[47]
- Bohater Republiki Czeczeńskiej (6 października 2023) – za wybitne zasługi dla Republiki Czeczeńskiej i jej narodu, odwagę, bohaterstwo i poświęcenie w obronie interesów Ojczyzny[47]
- Honorowy Obywatel Republiki Czeczeńskiej (6 lipca 2022) – za osobiste zasługi w obronie interesów Ojczyzny, odwagę i męstwo wykazane podczas pełnienia służby i misji bojowych[47][48]
- Order Kadyrowa (2007)[49]
- Order Kaukazu[49][47]
- trzy Ordery Męstwa[47]